# منتخب كندا لكرة السلة على الكراسي المتحركة للسيدات
منتخب كندا لكرة السلة على الكراسي المتحركة للسيدات (بالإنجليزية: Canada women's national wheelchair basketball team)‏ هو ممثل كندا الرسمي في المنافسات الدولية في كرة السلة على الكراسي المتحركة للسيدات.

## معرض صور

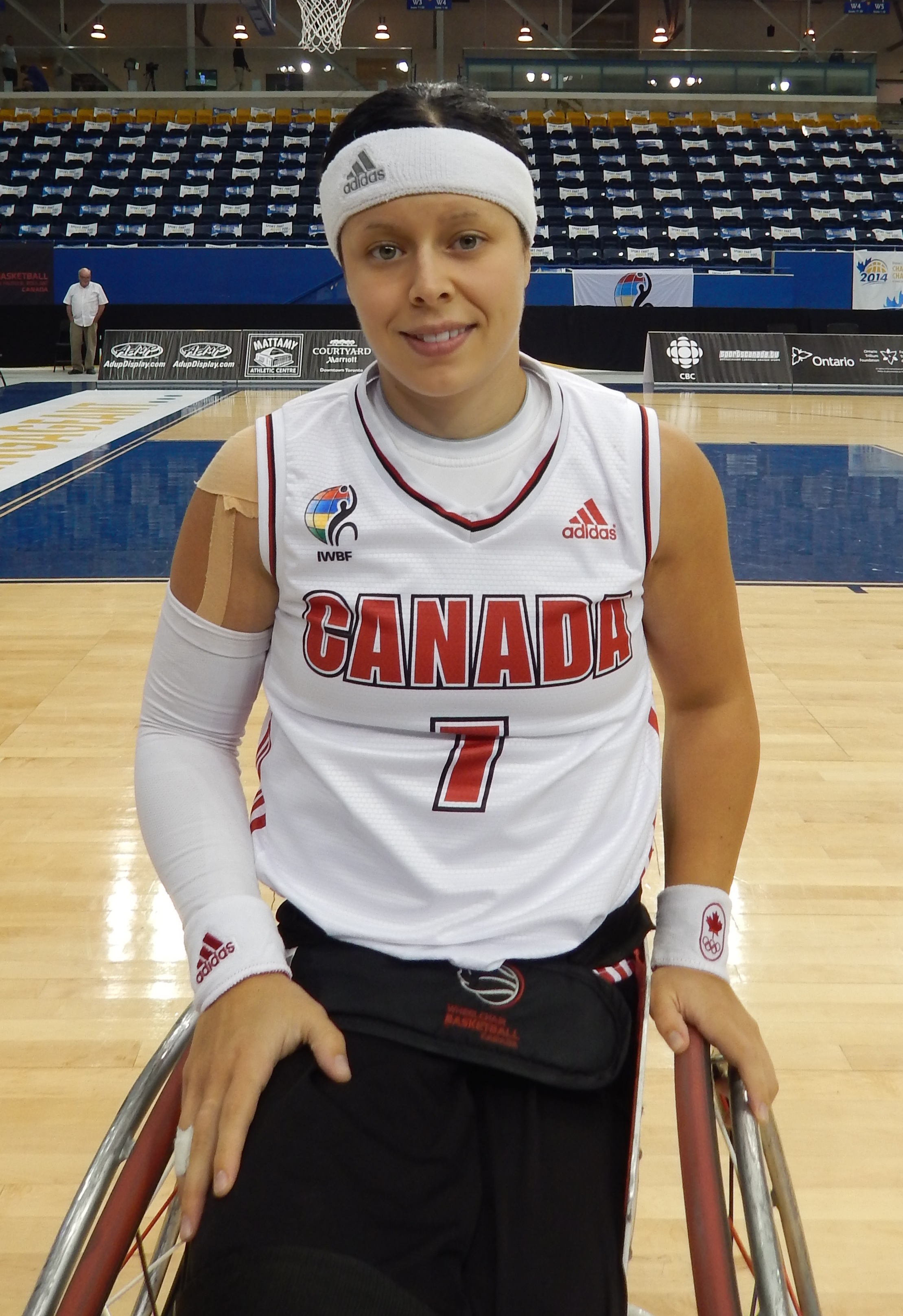
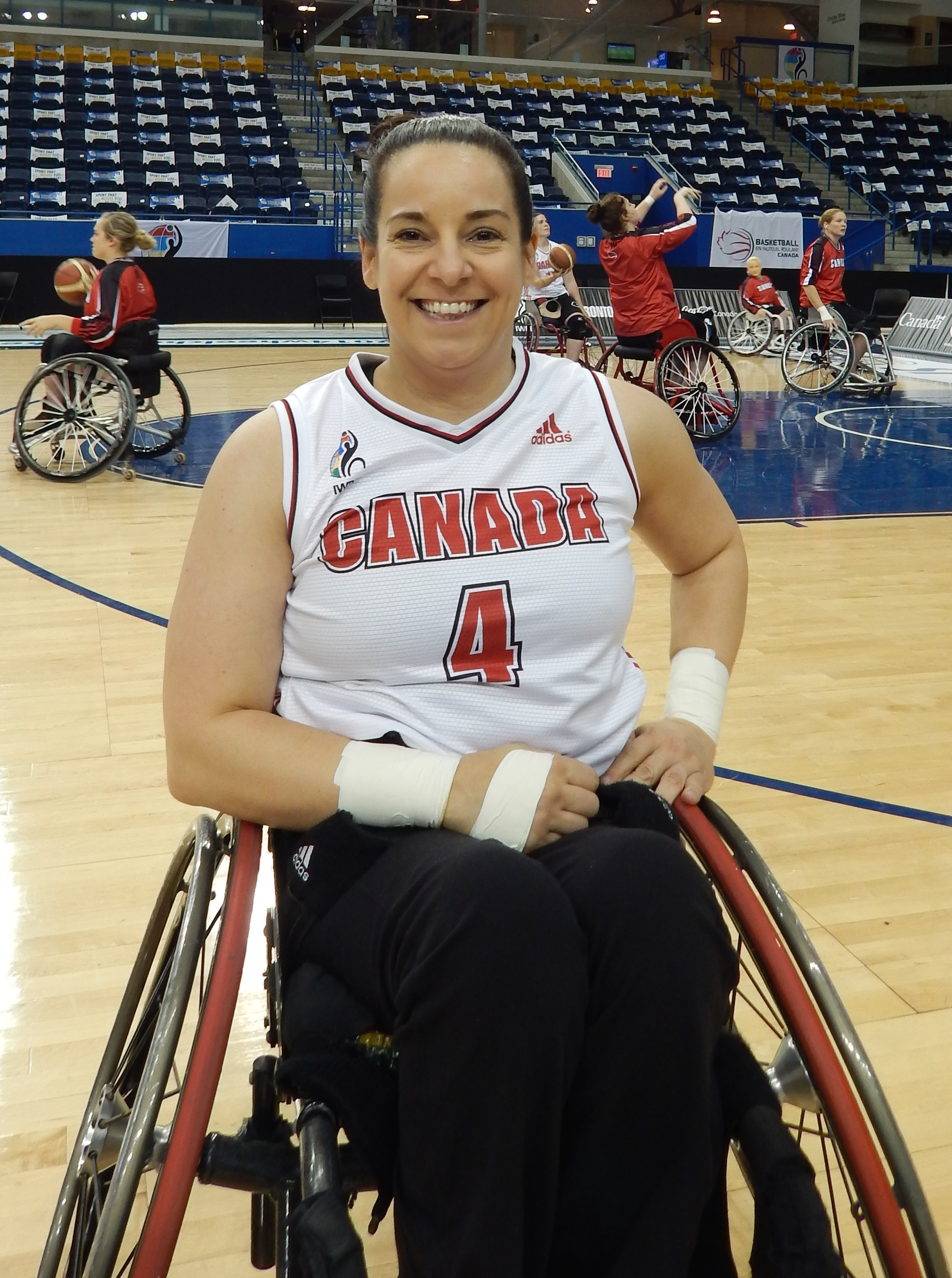
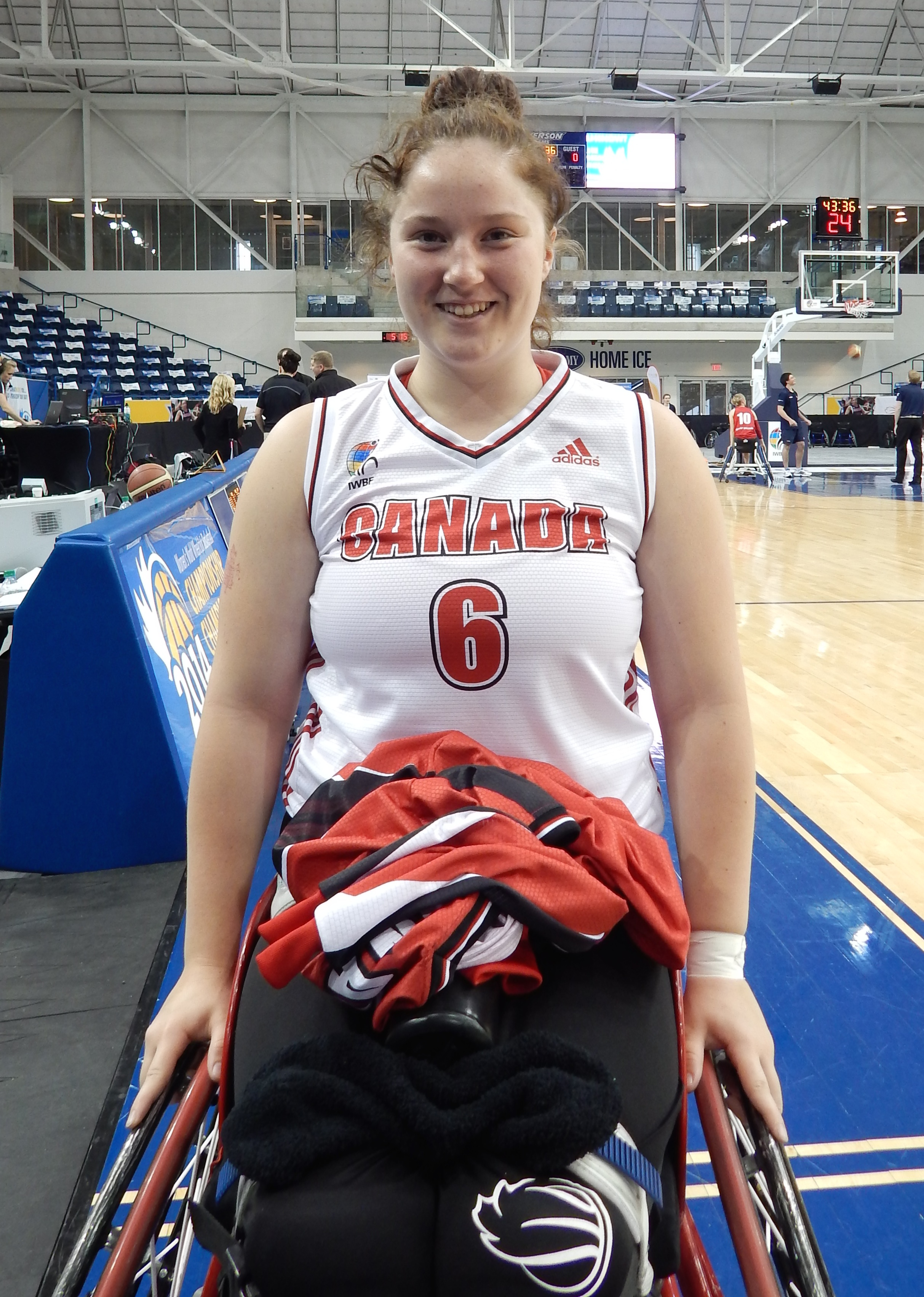
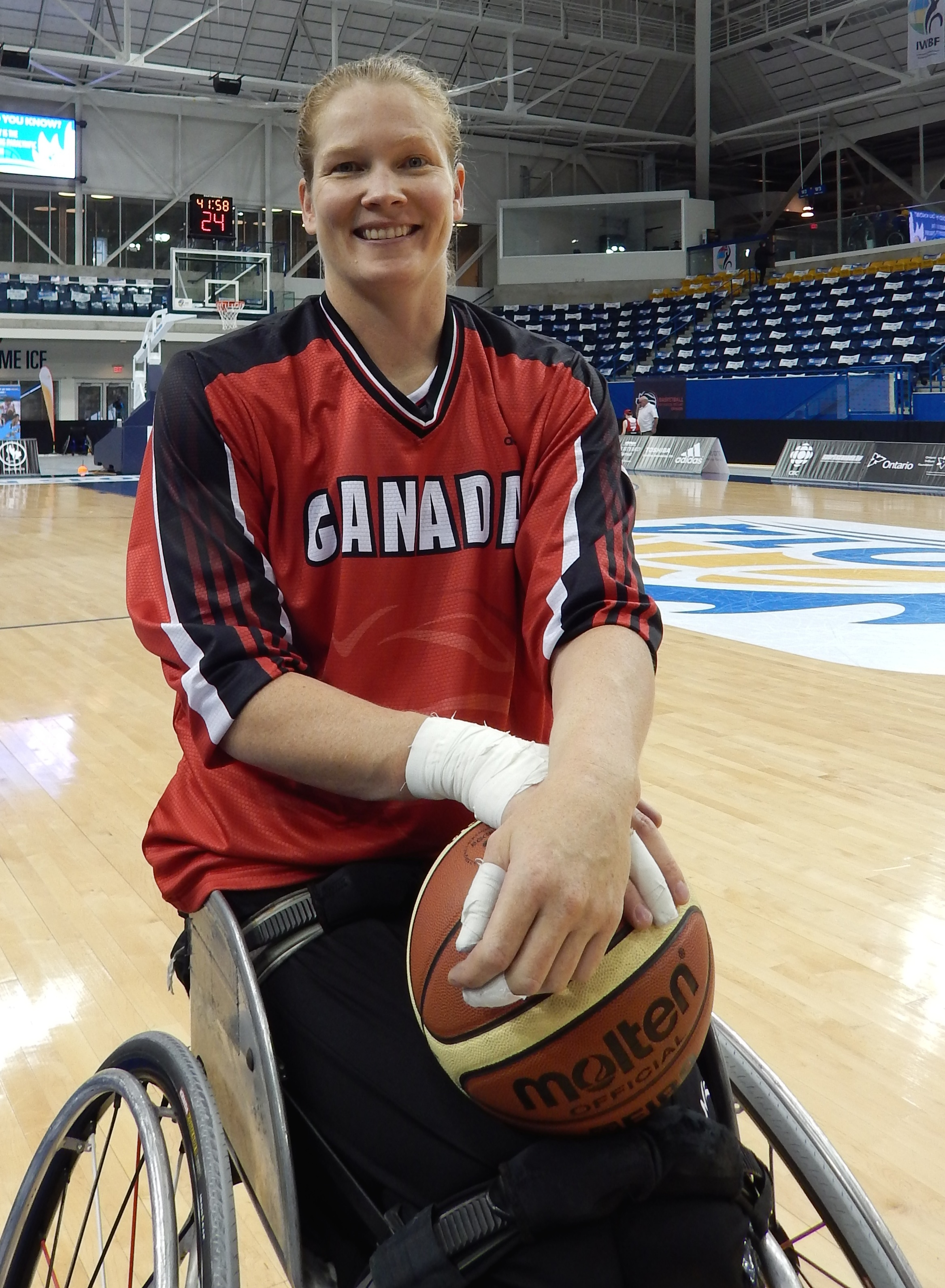